# Simone Manuelová
Simone Ashley Manuelová (* 2. srpna 1996 Sugar Land) je americká plavkyně, specialistka na sprinterské kraulařské tratě. Její osobní rekordy jsou 23,97 s na 50 m volným způsobem a 52,04 s na 100 m volným způsobem. Šestkrát překonala světový rekord jako členka štafet.
V patnácti letech se neúspěšně zúčastnila americké olympijské kvalifikace. V roce 2014 začala studovat na Stanfordově univerzitě. Na Letních olympijských hrách 2016 se stala první plavkyní afroamerického původu, která získala zlatou medaili v individuálním závodě, i když se o vítězství na 100 m volný způsob musela dělit s Kanaďankou Penny Oleksiakovou. Byla také členkou vítězné štafety v polohovém závodě a druhé místo získala na 50 m volný způsob a 4×100 m volný způsob. Je jedenáctinásobnou mistryní světa v plavání: vyhrála 50 m volný způsob v roce 2019 a 100 m volný způsob v letech 2017 a 2019, osmkrát byla členkou vítězné štafety. Na mistrovství světa v plavání 2019 jako první žena v historií získala sedm medailí na jednom šampionátu.
V roce 2018 získala Honda Sports Award pro nejlepší univerzitní plavkyni v USA. Téhož roku dokončila na Stanfordu studium oboru komunikace, uzavřela smlouvu s firmou TYR Sport, Inc. a stala se profesionální sportovkyní.